# Owe Jonsson
Owe Jonsson (23. listopadu 1940 Växjö – 29. září 1962) byl švédský atlet, sprinter, mistr Evropy v běhu na 200 metrů z roku 1962.

## Sportovní kariéra
V letech 1961 a 1962 se stal mistrem Švédska na obou sprinterských tratích. Na mistrovství Evropy v Bělehradu v roce 1962 zvítězil v běhu na 200 metrů ve svém nejlepším osobním čase 20,7. Třináct dní po tomto vítězství zemřel při autonehodě.